# Gargara genistae
Gargara genistae is een halfvleugelig insect uit de familie bochelcicaden (Membracidae).

## Uiterlijk
Het is een onopvallende soort die geen stekels of doorns draagt, in tegenstelling tot veel andere bochelcicaden. Het pronutumuitsteeksel dat alle bochelcicaden dragen steekt bij deze soort uit naar achteren en lijkt versmolten met de vleugels. De lichaamslengte is ongeveer drie tot vier millimeter, de lichaamskleur is bruin.

## Leefwijze
De cicade zuigt met de zuigsnuit of rostrum sappen uit planten, vooral vlinderbloemigen zoals brem.

## Leefgebied
De soort komt ook voor in Nederland, het is een van de twee soorten bochelcicaden die hier inheems zijn.